# Дворцовая гробница
Дворцовая гробница — набатейская гробница, расположенная в археологическом парке Петра. Она находится среди Царских гробниц, линии выдающихся монументальных фасадов на восточных скалах, обрамляющих долину, в которой расположен город. Её каменный фасад шириной 49 метров и высотой 46 метров является одним из самых больших в Петре. Название гробницы происходит от её предполагаемого сходства с обликом римских дворцов, популяризированным Золотым домом Нерона, а также из-за её обширной и богато украшенной конструкции. Это описательное название основано на нынешнем внешнем виде гробницы, а не на исторических свидетельствах её использования царской семьёй или в качестве дворца. Название «Дворцовая гробница» было зафиксировано в самом раннем каталоге гробниц Петры (под номером 765).

## Датировка
Дворцовая гробница была построена в конце I века нашей эры. Эта датировка основана на архитектурном стиле гробницы и её соотношении с другими соседними гробницами, в частности, из-за «заметного ухудшения состояния» её декоративных классических элементов.

## Фасад
Фасад Дворцовой гробницы имеет три уровня, самый высокий из которых примечателен тем, что он выходит за пределы скалы и построен, а не вырезан, в своём верхнем левом углу. Это сооружение имеет большое значение, так как Дворцовая гробница является одним из немногих памятников в Петре, который сочетает в себе вырезанную в скале и построенную конструкции.
На первом уровне расположены четыре эдикулы, или небольшие святилища, увенчанные колоннами, которые функционируют как входы в гробницу. Средние два из этих входов почти в два раза шире, чем внешние два. Еще одно различие заключается в том, что средние входы имеют треугольные фронтоны, а внешние — полукруглые.
Эти эдикулы ведут в четыре погребальные комнаты, некоторые из которых имеют гробницы, вырезанные в стенах. Кроме того, некоторые из этих комнат имеют ниши, вырезанные вокруг них, в соответствии с естественными формами скалы. По бокам от эдикул расположены одиночные колонны, двойные или украшенные только двумя вертикальными линиями. По обе стороны каждого дверного проёма вырезаны две меньшие, украшенные подобным же образом колонны, а две ещё меньшие колонны сами являются сторонами входа. Каждый вход обладает небольшим пандусом с внутренней стороны, который облегчал движение между внутренним пространством и более публичной видимой наружной областью.
На втором уровне расположены 18 сцепленных между собой колонн, капители которых неравномерно расположены по всему фасаду. Эти колонны лишены простого декора, как на первом уровне, но в остальном почти идентичны им. Между восемью внутренними колоннами второго уровня были вырезаны прямоугольные ниши с неравными интервалами. Эти колонны заканчиваются у гладко вырезанного основания третьего уровня.
Большая часть третьего уровня не сохранилась, так как он выходит за пределы существующей скальной поверхности и должен был быть построен из тёсаных блоков, чтобы соответствовать ровной форме фасада. В результате большая часть верхнего левого угла фасада не сохранилась к нынешнему времени, и система поддержки каменного блока видна позади вырезанной скалы даже случайному наблюдателю. Судя по тому, что осталось, на самом верхнем уровне было, вероятно, больше колонн, чем на двух нижних, которые кажутся наименее замысловатыми.